# José Manuel Barroso
José Manuel Durão Barroso (Lisszabon, 1956. március 23. –) portugál politikus, az Európai Bizottság elnöke 2004 és 2014 között.

## Életpályája
1974–75-ben egy maoista ifjúsági szervezetet vezetett. 1978-ban Lisszabonban jogi diplomát, majd 1981-ben politikatudományi diplomát szerzett Genfben. Ma a genfi és a lisszaboni egyetem professzora.
1985–91 és 1995–2002 között parlamenti képviselőként dolgozott a jobbközép irányultságú  Portugál Szociáldemokrata Párt (PSD) színeiben. 1985–87 között belügyi, 1987–92 között külügyi államtitkár lett, majd 1992–95 között hazájának külügyminisztere volt. 1999 óta a PSD vezetője és az Európai Néppárt alelnöke.
2002. április 6. – 2004. június 29. között Portugália miniszterelnöke volt. Ekkor lemondott kormányfői tisztségéről, mivel az Európai Parlament 2004. július 22-én Romano Prodi helyett az Európai Bizottság elnökévé választotta.
2004. november 1-től ő volt az Európai Bizottság elnöke. 2009. szeptember 16-án az Európai Parlament újabb öt évre újraválasztotta. 2014. november 1-től Jean-Claude Juncker követte őt a poszton.

## Családja
Nős, három gyermeke van.